# Skizofreni
Skizofreni er en psykisk lidelse karakteriseret ved forstyrrelser i tankeprocesserne og hæmning af typisk følelsesmæssig reaktion. Hyppigt sete symptomer inkluderer hørelseshallucinationer, persekutoriske og bizarre vrangforestillinger samt tanke- og taleforstyrrelser, som oftest er associeret med nedsat social interaktion.  Symptomerne på skizofreni opstår ofte  i 16-24 års-alderen
med global livstidsprævalens på 0.3–0.7%. Diagnosen er baseret på objektive observationer af patientens opførsel, suppleret af patientens subjektive beskrivelse af sine oplevelser.
Skizofreni er afledt af græsk skhizein (σχίζειν, "spaltet") og phren (φρήν, φρεν-; sind), men der er ikke tale om personlighedsspaltning, som det oftest forveksles med. Derimod henviser ordet til en spaltning af tanker og følelser.
Nogle af de vigtigste faktorer der antages at være afgørende i udviklingen af skizofreni involverer genetik, tidlige miljømæssige påvirkninger, neurobiologi, psykosociale og sociale interaktioner. Nuværende forskning fokuserer især på neurobiologiske mekanismer, men der er endnu ikke blevet fundet nogen selvstændig organisk årsag. De mange forskellige symptomer har givet anledning til overvejelser om diagnosen repræsenterer en enkel lidelse eller flere forskellige syndromer.
Den primære behandling af skizofreni involverer antipsykotisk medicin, som hæmmer dopaminerg (og nogle gange serotonerg) receptoraktivitet. Psykoterapi og social genetablering er ligeledes vigtige led i behandlingen. I mere alvorlige tilfælde, hvor vedkommende kan være til fare for sig selv eller sine omgivelser, kan tvangsindlæggelse være nødvendig. Disse tvungne hospitalsophold er dog af kortere varighed og mindre anvendte i dag.
Personer med skizofreni lider oftest også af andre tilstande (co-morbiditet), som inkluderer depression og angst samt stof- eller andre misbrugsproblemer. Sociale problemer som langtidsarbejdsløshed, fattigdom og hjemløshed er oftest sete. Middellevetiden for mennesker med denne lidelse er 12 til 15 år mindre end dem uden, hvilket er et resultat af fysiske sundhedsproblemer og høj selvmordsrate (omkring 5%).

## Symptomer
Skizofreni er karakteriseret ved problemer med tankeprocesserne, der kan lede til forstyrret tankeindhold (vrangforestillinger) og/eller tankeform (sproglige tankeforstyrrelser). Sidstnævnte symptom indebærer forstyrrelser i tankerne, som kommer til udtryk i sproget. Eksempelvis kan disse vise sig som dannelse af nye ord (neologismer), opløsning af sætningsstrukturen (inkohærens), associationsforstyrrelser, hvor patientens tankegang følger et mønster, der er svært at sætte sig ind i for andre. Ligeledes ses forstyrrelser af sanseoplevelserne i form af hallucinationer, (hvor hørelseshallucinationer er den hyppigst sete form).
De forstyrrede tankeprocesser kan også give andre kognitive symptomer, der omfatter problemer med arbejds- og langtidshukommelse, koncentrationsevne, hastigheden af informationsbearbejdning og eksekutivfunktioner (f.eks. begrebsdannelse, ordmobilisering, evnen til at danne, fastholde og skifte kognitive strategier).
Social kognition er også fundet nedsat og menes at bidrage til adfærdsmæssige symptomer som social tilbagetrækning. Udover social isolation er hygiejneforsømmelse, tab af motivation og dømmekraft, samt hæmmet emotionel reaktion også ofte sete adfærdsmæssige symptomer. Mellem 30 og 50% lidende af skizofreni har ingen sygdomsindsigt.
I visse tilfælde kan der også forekomme bevægelsesmæssige forstyrrelser i form af katatone symptomer, hvor patienten fastfryses i forvredne stillinger i længere tid.

### Schneideriansk klassifikation
I begyndelsen af det 20. århundrede opstillede den tyske psykiater Kurt Schneider en række psykotiske symptomer, som han mente adskilte sig fra andre psykotiske lidelser. Disse kaldes førsterangssymptomer og inkluderer styringsoplevelse (følelsen af at blive kontrolleret af en udefrakommende kraft), tankepåvirkningsoplevelse (følelsen af at ens tanker stjæles, påføres, kan høres eller overføres til omgivelserne), tredjepersons hørehallucinationer (høre kommenterende stemmer eller diskuterende stemmer).
Selvom førsterangssymptomerne har været definerende for de diagnostiske kriterier for skizofreni, er disses specifitet omdiskuteret: I en oversigtsartikel baseret på diagnostiske studier indsamlet mellem 1970 og 2005 blev der hverken fundet be- eller afkræftelse på Schneiders opstilling, hvilket har ledt til forslaget om at førsterangssymptomer burde have mindre vægt i de kommende diagnose klassifikationssystemer.

### Positive og negative symptomer
I klinikken skelnes der oftest mellem positive og negative symptomer. De positive symptomer dækker over vrangforestillinger (ofte forfølgelses eller bizarre forestillinger), tanke- og taleforstyrrelser samt hallucinationer som både kan påvirke føle-, hørelse-, syns-, lugte- og smagssanserne, som er typiske træk ved psykoser. Hallucinationerne er ofte associeret med vrangforestillingernes indhold. Symptomerne kaldes positive, da de tilføjer noget til den diagnosticeredes oplevelser. Den antipsykotiske medicin har meget gunstig effekt på de positive symptomer.
Negative symptomer dækker over fravær af en række normale psykologiske og sociale funktioner, som den antipsykotiske medicin er mindre gavnlig overfor. De indebærer typisk sløvhed, affektafladning, sprogfattigdom, manglende interesser, social tilbagetrækning og indsynken i sig selv. Undersøgelser peger på at negative symptomer medfører dårligere livskvalitet, ringere fremdrift og større byrde for omgivelserne end de positive symptomer. Individer med fremtrædende negative symptomer har hyppigt i forvejen dårlig tilpasningsevne inden sygdomsdebut og responderer også dårligere på medicinen.

### Sygdomsdebut
De sene teenageår samt tidlig voksenalder er en afgørende periode for udvikling af sociale og faglige kompetencer og er også den typiske periode for udvikling af skizofreni. 40 % af mændene og 23 % af kvinderne diagnosticeret med skizofreni havde sygdomsdebut før 19-årsalderen. For at reducere udviklingsforstyrrelserne associeret med skizofreni, er der blevet iværksat store undersøgelser for at identificere og behandle den prodrome (før-debut) fase af sygdommen, som er blevet observeret helt op til 30 måneder før det endelige sygdomsdebut.
Individer i den prodrome fase kan opleve korte forbigående psykotiske symptomer og ikke-specifikke symptomer som social tilbagetrækning, irritabilitet, kortvarig forstemt tristhed (dysfori) og klodsethed.

## Årsager
En kombination af genetiske og miljømæssige faktorer spiller en rolle for udviklingen af skizofreni. Individer beslægtet med personer diagnosticeret med skizofreni som oplever en forbigående psykoser har 20-40 % sandsynlighed for at få diagnosen er år senere.

### Genetik
Der er stor variation i den estimerede familiære arvelighed af skizofreni, hvilket skyldes forskelle i diagnostik, statistiske forhold samt vanskeligheder med at adskille genetiske og miljømæssige faktorer. Til trods for den store variation i estimaterne er der dog blevet påvist en signifikant forhøjet risiko for udvikling af skizofreni i familier med sygdommen sammenlignet med raske kontrolgrupper. Den største risiko for at udvikle skizofreni er at have førstegenerationsslægtninge med sygdommen (risiko på 6,5 %). Ved forældre begge lidende af skizofreni stiger risikoen for at få et afkom med lidelsen til 46 %.
Tvillingestudier har anslået at mere end 40 % af fuldkommen genetisk identiske enæggede tvillinger, med forældre lidende af skizofreni, får symptomer på lidelsen. Den resterende procentdel angiver tilfælde, hvor kun en af tvillingerne eller ingen af tvillingerne har arvet sygdommen, hvilket indikerer også ikke-genetiske faktorer (som f.eks. miljø) er involveret.
Molekylærgenetiske studier har ikke fundet noget specifik gen knyttet til skizofreni, men identificeret en række risikogener som menes at være involveret i udviklingen. Viden om hvor meget disse øger risikoen er dog begrænset, og det menes at generne hver bidrager med en mindre effekt, som i kombination med miljømæssige faktorer kan overstige en vis tærskelværdi, som leder til udtryk af symptomerne. Risikogentiske kandidater involverer bl.a. ændringer i generne kodende for proteinerne neuregulin 1, dysbindin og catechol-O-methyltransferase, som menes at kunne lede til ændret funktion af disse og derved forstyrrelser i den synaptiske transmission mellem nervecellerne (som er en forstyrrelse karakteristisk for skizofreni). Yderligere synes der at være et signifikant overlap mellem gener for skizofreni og bipolær affektiv sindslidelse.
Fra evolutionspsykologisk perspektiv er der dog blevet fokuseret på hvorfor gener der øger tendensen til psykose er blevet nedarvet, da disse lidelser er uhensigtsmæssige fra et evolutionært synspunkt. En påstand er, at de samme gener, som øger risikoen for psykose, også er involveret i sprog og menneskelig adfærd, men disse påstande er til dato kun hypotetiske.

### Miljø
Miljømæssige faktorer associeret med udviklingen af skizofreni inkluderer opvækstmiljøet, brug af visse euforiserende stoffer og graviditetskomplikationer som f.eks. lav fødselsvægt. Opdragelse virker ikke til at have nogen betydelig indvirkning på udvikling af skizofreni, men det lader til at individer med støttende forældre bedre håndterer deres skizofreni end personer med bebrejdende og fjendtlige forældre. Opvækst som barn og bopæl som voksen i storbyen er konsekvent blevet fundet at øge risikoen for udviklingen af skizofreni med en faktor to selv efter at have medregnet brug af euforiserende stoffer, etnicitet og størrelsen af social omgangskreds. Andre faktorer, som spiller en vigtig rolle, inkluderer social isolation, immigration associeret med social udstødelse, racistisk diskrimination, dårligt fungerende familier, arbejdsløshed og dårlige boligtilstande.

#### Brug af stoffer
Amfetamin, kokain, og i mindre grad alkohol kan resultere i skizofrenilignende psykoser. Der ses ligeledes et højere forbrug af nikotin blandt mennesker, der lider af skizofreni sammenlignet med den generelle befolkning. Nikotin menes dog ikke at bidrage til udviklingen af lidelsen. Misbrug blandt skizofrene er udbredt, og det anslås at over halvdelen indtager større mængder alkohol eller andre euforiserende stoffer. Epidemiologiske studier har i de senere år belyst en relation mellem cannabismisbrug og tidligere debut af skizofreni - en association som ikke blev fundet ved alkoholmisbrug. Stoffer menes ligeledes at blive anset af patienter som et værktøj til at håndtere andre omstændigheder, der følger af skizofreni, herunder depression, angst, kedsomhed og ensomhed.
Der er beviser på at alkoholmisbrug via kindling-effekten kan medføre udvikling af kronisk psykotiske tilstande som skizofreni. Epidemilogiske studier peger på, at jo oftere cannabis bruges, jo større risiko er der for at udvikle en psykotisk tilstand. Denne påstand kan forklares ved, at personer, der lider af psykotiske sygdomme, finder lindring af deres symptomer ved cannabis' anti-psykotiske egenskaber, som blev fundet til at være lige så effektivt som medicin, mens behandlingen ikke medførte samme grad af bivirkninger som traditionel medicinering. Derved kommer det til at fremstå, som om at cannabis forårsager skizofreni, hvor den fungerer som medicin.. For det enkelte individ menes hyppigt brug at fordoble risikoen for udvikling af psykoser og skizofreni. Der er dog stadig stor uenighed om, det er cannabismisbrug, som leder til udviklingen af skizofreni, eller om cannabismisbrug er en adfærd knyttet til lidelsen.
Et nyt studie fra Harvard Medical School og VA Boston Healthcare har undersøgt sammenhængen mellem massivt brug af cannabis i teenageårene og forekomsten af skizofreni. Heri blev der konkluderet, at der ingen sammenhæng er mellem hyppig brug af cannabis, selv meget tidligt i livet, og skizofreni. Det antages i rapporten, at den mest betydende faktor for at pådrage sig skizofreni, er genetiske forudsætninger, og at cannabis muligvis kan påvirke tidspunktet, man pådrager sig skizofreni på, men ikke om man får det.

#### Fosterskader
Omstændigheder som iltmangel, infektioner, stress og underernæring hos den gravide kan medføre udvikling af skizofreni ved afkommet senere i livet. Individer diagnosticeret med lidelsen er ofte født om vinteren eller foråret, hvor der er størst risiko for virale infektioner af fosteret. Både influenza og herpes simplex infektioner er blevet knyttet til skizofreni.,
Mistanken om sammenhængen mellem underernæring og udvikling af skizofreni er bl.a. baseret på en periode under 2. verdenskrig, hvor vestlige dele af Holland var blokeret af tyskerne og der var udbredt sult, mens den østlige del ikke var så hårdt ramt. Sammenligning mellem de to grupper viste at fostre i vinteren 1944-1945 havde en øget risiko for senere at udvikle skizofreni som følge af den dårligere ernæring.

#### Infektion
Flere vira har været i søgelyset som forklaring på skizofreni, hvilket bl.a. inkluderer Borna virusset (der især rammer heste) som viser en mindre tendens til at have forbindelse til skizofreni og andre neuropsykiatriske sygdomme. Blandt visse epidemiologiske studier er der også fundet forekomst af retrovirus i cerebrospinalvæsken hos skizofrene.
Ligeledes er parasitinfektioner med Toxoplasma Gondii undersøgt, som menes at kunne forårsage adfærdsændringer hos rotter. Hos mennesker er sammenhænge fundet mellem Toxoplasma antistoffer og skizofreni.

#### Psykologiske faktorer
Også mere psykologisk orienterede forklaringer er foreslået.
Eksempelvis er der hypoteser om, at årsagen er at finde i "mangel på tidlig følelsesmæssig kontakt". Birgitte Diderichsen skriver fx at skizofreni "opstår i kontakt med den første omsorgsperson, moderen" og det skyldes "frustrationer i barnets tidlige relationer".

## Psykopatologi
Flere neuropsykiatriske studier har forsøgt at forklare sammenhængen mellem ændret hjernefunktion og skizofreni, hvilket har ledt til en række fund og teorier. En af de mest kendte er dopaminhypotesen, som antager at skizofreni skyldes øget dopaminerg signalering i hjernens pandelapper.

### Psykologisk
Hos et flertal af patienterne er der fundet ændringer i de kognitive funktioner. Blandt individer diagnosticeret med skizofreni (eller med risiko for udvikling af lidelsen) er der blevet observeret kognitive biasser, især når disse er under stress eller i forvirrende situationer. Andre kognitive ændringer involverer områder som hukommelse, opmærksomhed og eksekutivfunktioner, men kan også relateres til specifikke situationer eller oplevelser. Mange af de kognitive forstyrrelse afspejles i de negative symptomer.
Til trods for den ofte hæmmede følelsesmæssige reaktion viser nyere studier, at individer diagnosticeret med skizofreni er i stand til at reagere emotionelt, især på stressende eller negative stimuli, og at denne form for overfølsomhed kan give øget sårbarhed for symptomerne og lidelsen. Visse fund tyder på at vrangforestillingernes indhold i en psykotisk episode kan afspejle emotionelle årsager, og hvordan en person tolker disse oplevelser kan have indflydelse på symptompatologien. Tendensen til sikkerhedsadfærd overfor vrangforestillingernes indhold kan bidrage til varigheden af disse. Yderligere beviser på de psykologiske mekanismers rolle kommer fra effekten af psykoterapi på symptomerne ved skizofreni.

### Dopamin-hypotesen
Den simpleste version af dopamin-hypotesen antager at skizofrenien skyldes for meget dopamin i hjernens pandelapper.
Andre versioner forklarer skizofrenien som en overfølsomhed i dopamin-neuroreceptorerne.
Indtagelse af amfetamin, som øger udskillelsen af dopamin kan give anledning til skizofrenilignende symptomer hos raske forsøgspersoner og nogle antipsykotika blokerer dopamins virkning i hjernen.
Antipsykotisk medicin virker bl.a. ved at blokere en stor del af dopaminaktiviteten i hjernen.

#### Nitrogenoxid
Nyere forskning tyder på at Nitrogenmonoxid (NO) kan have en stor betydning for skizofreni og andre psykiske lidelser. Bl.a. har forsøgsdyr udvist adfærdsændring ved påvirkning af NO-systemet i hjernen.

## Epidemiologi
Ca. 12.000 danskere er i behandling for skizofreni, heraf er 1.000-1.500 mennesker til enhver tid indlagte.

## Typer
Man kan skelne mellem forskellige typer af skizofreni.
For eksempel har WHO foreslået en inddeling af skizofrenier i deres sygdomsklassifikation ICD-10 som anvendes blandt andet i Danmark.
Nogle af typerne er:
- Simpel skizofreni (Schizophrenia simplex, ICD-10: F20.6) er præget af følelsesmæssig tilbagetrækning, initiativløshed og social isolation men ikke af fremtrædende sindssygelige symptomer som vrangforestillinger og/eller hallucinationer.
- Hebefren skizofreni (Schizophrenia hebephrenica, ICD-10: F20.1) er præget af kalejdoskopisk skiftende sindssygelige symptomer med et bizart præg sammen med situationsutilpassede følelsesudtryk. (Hebefren kan oversættes til ungdomssind.)
- Kataton skizofreni (Schizophrenia catatonica, ICD-10: F20.2) er præget af bevægeforstyrrelser fx bizar kropslig stivnen. En patient kan ligge med hovedet et par centimeter over hovedpuden i flere timer. Efter indførelsen af effektiv antipsykotisk medicin ses denne næsten ikke mere i sin rene form. (se også katatoni.)
- Den almindeligste er paranoid skizofreni (Schizophrenia paranoides, ICD-10: F20.0), hvor patienten frembyder ret stabile systemer af vrangforestillinger og hørehallucinationer, som er virkelige for patienten, men ikke eksisterer i virkeligheden.

## Behandling
Behandling sker med stoffer, der indvirker på synapser. Et eksempel på stoffer er haloperidol. Haloperidol hæmmer fortrinsvis dopaminreceptorer. Der findes særlig mange af dem i det ekstrapyramidale system. Denne hjernedel er med til at styre bevægelser. I et klinisk forsøg blev der skabt ekstrapyramidale lidelser hos 34% af i alt 1989 behandlede. Opretholdes indtagelse af haloperidol i mindst 3 måneder, så er der mellem 15 og 30 procents risiko for, at skaden i det ekstrapyramidale system vokser sig stor nok til at forårsage tardive dyskinesier (G24.0) Disse bevægelser med tungen o.a. kan nemt medføre, at andre mennesker tager afstand fra den syge. Bevægelserne vil ofte bedres eller ophører, efter noget tid, når der skiftes til en anden behandling, eller hvis der gives medicin mod dyskinesierne. Hos nogle er de tardive dyskinesier dog vedvarende.
Haloperidol bruges mod bl.a. hikke, kvalme, Tourettes syndrom, ”hyperaktivitet”, delirium, ”mani” og ”skizofreni”. Og de der ekstrapyramidale lidelser behandles med biperiden – et stof mod Parkinsons sygdom. Dvs. ”skizofreni” behandles tit med en overdosis af et stof mod kvalme sammen med et stof mod Parkinsons sygdom. Eller sagt med psykiateres ord: Psykoser behandles med antipsykotika, der suppleres med akineton ved akut dystoni.
Der findes mange forskellige slags hjerneskader. Oplysninger om sådanne ”bivirkninger” kan fås hos produktresume.dk. Indlægssedler fås hos xnet.dkm.dk.
Desuden spiller sociale foranstaltninger, såsom væresteder og botilbud en væsentlig rolle i en del tilfælde. Nogle har mulighed for at få støtte fra en kontaktperson og/eller et tværfagligt psykoseteam. Nogle modtager psykoterapi.
Antipsykotika deles som regel op i første- og andengenerations-præparater, hvor førstegenerationspræparater bl.a. omfatter: haloperidol, perfenazin, thiothixen og de lidt ældre klorpromazin og thioridazin;
samt de nyere andengenerationspræparater, såsom: clozapin,risperidon og olanzapin.
Den antipsykotiske medicin virker bl.a. ved at blokere en stor del af dopaminaktiviteten i hjernen og er rettet mod de positive symptomer.
Af de patienter der bliver behandlet, kommer ca. 20% sig helt, 60% får i perioder hallucinationer o.l. mens de sidste 20% bliver kronisk syge.

## Stigmatisering
Myter og fordomme om psykiske lidelser kan føre til tabu og stigmatisering af personer, der rammes heraf. Ifølge en undersøgelse gennemført i den danske befolkning svarer 85 %, at det er mere accepteret at have en fysisk end en psykisk lidelse. Denne opfattelse hos den sindslidende selv eller i den sindslidendes omgivelser kan i værste fald lede til eksklusion fra samfundslivet. Det gælder også for skizofreni, som ifølge undersøgelsen er den mest stigmatiserede psykiske lidelse, og dette er et billede, der går igen internationalt. Desuden var hver tredje (34 %) af de adspurgte af den opfattelse, at skizofreni ikke kan helbredes, hvilket er en fejlagtig opfattelse, som kan være med til at fremme stigmatisering. Stigmatisering af personer med psykiske lidelser spiller også en rolle i forhold til de samfundsmæssige omkostninger forbundet med psykiske lidelser i form af udgifter til overførselsindkomster, tabt arbejdsfortjeneste og for sen eller ingen behandling. Denne situation genfindes i mange lande omkring os, og i bl.a. England, Skotland, Sverige, Canada, USA, Australien, New Zealand, Holland, Spanien og Japan såvel som i Danmark er der etableret nationale afstigmatiseringsindsatser i løbet af de sidste 10 år.

## Sammenhæng med andre sygdomme
Nedenfor er en liste over sygdomme, der bliver diagnosticeret med henholdsvis større eller mindre sandsynlighed hos de mennesker, der også får diagnosen skizofreni. Tallet i parentes angiver, hvor mange gange så sandsynlig den pågældende diagnose er.
- Ledningsforstyrrelser i hjertet (4,15)
- Arteriel hypotension (2,28)
- Asystoli (1,91)
- Kardiomyopati (1,8)
- Lungeødem (1,52)
- Lungeemboli (1,24)
- Phlebitis og thrombophlebitis (1,23)
- Cerebrovaskulære sygdomme (0,88)
- Myokardie infarkt (0,8)
- Cerebralt infarkt (0,78)
- Atherosclerotisk hjertesygdom (hypertensiv) (0,7)
- Transitorisk cerebral iskæmi (0,65)
- Benign hypertension (0,62)
- Atherosclerose (0,61)
- Atrial fibrillation (0,59)
- Atrioventrikulær blok (0,58)
- Angina pectoris (0,41)
- Cerebral atherosclerose (0,35)

Alle tal er statistisk sikkert forskellige fra 1.

### Fodnoter
1. ↑  Navnet er anført på svensk og stammer fra Wikidata hvor navnet endnu ikke findes på dansk.
2. ↑  Navnet er anført på svensk og stammer fra Wikidata hvor navnet endnu ikke findes på dansk.
3. ↑  "Schizophrenia" Concise Medical Dictionary. Oxford University Press, 2010. Oxford Reference Online. Maastricht University Library Arkiveret 14. juni 2012 hos  Wayback Machine. 29 June 2010 prepaid subscription only
4. ↑  
"Skizofreni og andre psykoser". psykiatrifonden.dk. Psykiatrifonden. 2023. Arkiveret fra originalen 25. januar 2023. Hentet 25. januar 2023.
5. 1 2 3 4 5 6 7 8  van Os J, Kapur S (august 2009). "Schizophrenia" (PDF). Lancet. 374 (9690): 635-45. doi:10.1016/S0140-6736(09)60995-8. ISSN 0140-6736. PMID 19700006. Arkiveret fra originalen (PDF) 23. juni 2013. Hentet 17. juli 2013.
6. 1 2 3 4 5 6 7  Picchioni MM, Murray RM (juli 2007). "Schizophrenia". BMJ. 335 (7610): 91-5. doi:10.1136/bmj.39227.616447.BE. PMC 1914490. PMID 17626963.
7. ↑  Baucum, Don (2006). Psychology (2 udgave). Hauppauge, N.Y.: Barron's. s. 182. ISBN 9780764134210.
8. ↑  Becker T, Kilian R (2006). "Psychiatric services for people with severe mental illness across western Europe: what can be generalized from current knowledge about differences in provision, costs and outcomes of mental health care?". Acta Psychiatrica Scandinavica Supplement. 113 (429): 9-16. doi:10.1111/j.1600-0447.2005.00711.x. PMID 16445476.
9. ↑  Buckley PF, Miller BJ, Lehrer DS, Castle DJ (marts 2009). "Psychiatric comorbidities and schizophrenia". Schizophr Bull. 35 (2): 383-402. doi:10.1093/schbul/sbn135. PMC 2659306. PMID 19011234.{{cite journal}}:  CS1-vedligeholdelse: Flere navne: authors list (link)
10. ↑  Hor, K; Taylor, M (november 2010). "Suicide and schizophrenia: a systematic review of rates and risk factors". Journal of psychopharmacology (Oxford, England). 24 (4 Suppl): 81-90. PMID 20923923.
11. 1 2  Sundhedguiden.dk: Skizofreni. Besøgt d. 14/7 2013
12. ↑  Cullberg 1999 s. 263
13. ↑  Kasper 2009 s. 159
14. ↑  Hirsch SR; WeinbergerDR (2003). Schizophrenia. Wiley-Blackwell. s. 481. ISBN 978-0-632-06388-8.
15. 1 2 3  Carson VB (2000). Mental health nursing: the nurse-patient journey W.B. Saunders. ISBN 978-0-7216-8053-8. p. 638.
16. ↑  Hirsch SR; Weinberger DR (2003). Schizophrenia. Wiley-Blackwell. s. 21. ISBN 978-0-632-06388-8.
17. ↑  Baier, M (august 2010). "Insight in schizophrenia: a review". Current psychiatry reports. 12 (4): 356-61. PMID 20526897.
18. ↑  Ungvari GS, Caroff SN, Gerevich J (marts 2010). "The catatonia conundrum: evidence of psychomotor phenomena as a symptom dimension in psychotic disorders". Schizophr Bull. 36 (2): 231-8. doi:10.1093/schbul/sbp105. PMID 19776208.{{cite journal}}:  CS1-vedligeholdelse: Flere navne: authors list (link)
19. ↑  Schneider, K (1959). Clinical Psychopathology (5 udgave). New York: Grune & Stratton.
20. ↑  Nordgaard J, Arnfred SM, Handest P, Parnas J (januar 2008). "The diagnostic status of first-rank symptoms". Schizophrenia Bulletin. 34 (1): 137-54. doi:10.1093/schbul/sbm044. PMC 2632385. PMID 17562695.{{cite journal}}:  CS1-vedligeholdelse: Flere navne: authors list (link)
21. ↑  Sims A (2002). Symptoms in the mind: an introduction to descriptive psychopathology. Philadelphia: W. B. Saunders. ISBN 0-7020-2627-1.
22. ↑  Kneisl C. and Trigoboff E.(2009). Contemporary Psychiatric- Mental Health Nursing. 2nd edition. London: Pearson Prentice Ltd. p. 371
23. 1 2  American Psychiatric Association. Task Force on DSM-IV. (2000). Diagnostic and statistical manual of mental disorders: DSM-IV-TR. American Psychiatric Pub. ISBN 978-0-89042-025-6. p. 299
24. ↑  Rosenberg s. 239
25. ↑  Velligan DI and Alphs LD (1. marts 2008). "Negative Symptoms in Schizophrenia: The Importance of Identification and Treatment". Psychiatric Times. 25 (3). Arkiveret fra originalen 6. oktober 2009. Hentet 17. juli 2013.
26. ↑  Smith T, Weston C, Lieberman J (august 2010). "Schizophrenia (maintenance treatment)". Am Fam Physician. 82 (4): 338-9. PMID 20704164.{{cite journal}}:  CS1-vedligeholdelse: Flere navne: authors list (link)
27. 1 2  Addington J, Cadenhead KS, Cannon TD;  et al. (2007). "North American prodrome longitudinal study: a collaborative multisite approach to prodromal schizophrenia research". Schizophrenia Bulletin. 33 (3): 665-72. doi:10.1093/schbul/sbl075. PMC 2526151. PMID 17255119. {{cite journal}}: Eksplicit brug af et al. i: |author= (hjælp)CS1-vedligeholdelse: Flere navne: authors list (link)
28. ↑  Cullen KR, Kumra S, Regan J;  et al. (2008). "Atypical Antipsychotics for Treatment of Schizophrenia Spectrum Disorders". Psychiatric Times. 25 (3). Arkiveret fra originalen 28. december 2008. Hentet 17. juli 2013. {{cite journal}}: Eksplicit brug af et al. i: |author= (hjælp)CS1-vedligeholdelse: Flere navne: authors list (link)
29. ↑  Amminger GP, Leicester S, Yung AR;  et al. (2006). "Early onset of symptoms predicts conversion to non-affective psychosis in ultra-high risk individuals". Schizophrenia Research. 84 (1): 67-76. doi:10.1016/j.schres.2006.02.018. PMID 16677803. {{cite journal}}: Eksplicit brug af et al. i: |author= (hjælp)CS1-vedligeholdelse: Flere navne: authors list (link)
30. ↑  Parnas J, Jorgensen A (1989). "Pre-morbid psychopathology in schizophrenia spectrum". British Journal of Psychiatry. 115: 623-7. PMID 2611591.
31. ↑  Coyle, Joseph (2006). "Chapter 54: The Neurochemistry of Schizophrenia".  I Siegal, George J; Albers, R. Wayne; Brady, Scott T; Price, Donald (red.). Basic Neurochemistry: Molecular, Cellular and Medical Aspects (Textbook) (7 udgave). Burlington, MA: Elsevier Academic Press. s. 876. ISBN 0-12-088397-X.
32. ↑  Drake RJ, Lewis SW (marts 2005). "Early detection of schizophrenia". Current Opinion in Psychiatry. 18 (2): 147-50. doi:10.1097/00001504-200503000-00007. PMID 16639167.
33. 1 2  Rosenberg s. 243
34. ↑  O'Donovan MC, Williams NM, Owen MJ (oktober 2003). "Recent advances in the genetics of schizophrenia". Hum. Mol. Genet. 12 Spec No 2: R125-33. doi:10.1093/hmg/ddg302. PMID 12952866.{{cite journal}}:  CS1-vedligeholdelse: Flere navne: authors list (link)
35. 1 2 3  Kasper et al. s. 78
36. ↑  Schacter, Daniel L. (2011). Psychology Ed. 2. 41 Madison Avenue New York, NY 10010: Worth Publishers. s. 578. ISBN 1-4292-3719-8.{{cite book}}:  CS1-vedligeholdelse: location (link)
37. ↑  Rosenberg s. 245
38. ↑  Rosenberg s. 246
39. ↑  Craddock N, Owen MJ (2010). "The Kraepelinian dichotomy - going, going... But still not gone". The British Journal of Psychiatry. 196: 92-95. doi:10.1192/bjp.bp.109.073429. PMC 2815936. PMID 20118450.
40. ↑  Crow TJ (juli 2008). "The 'big bang' theory of the origin of psychosis and the faculty of language". Schizophrenia Research. 102 (1-3): 31-52. doi:10.1016/j.schres.2008.03.010. PMID 18502103.
41. ↑  Mueser KT, Jeste DV (2008). Clinical Handbook of Schizophrenia. New York: Guilford Press. s. 22–23. ISBN 1-59385-652-0.
42. 1 2  Rosenberg s. 247
43. ↑  Selten JP, Cantor-Graae E, Kahn RS (marts 2007). "Migration and schizophrenia". Current Opinion in Psychiatry. 20 (2): 111-115. doi:10.1097/YCO.0b013e328017f68e. PMID 17278906.{{cite journal}}:  CS1-vedligeholdelse: Flere navne: authors list (link)
44. ↑  Larson, Michael (2006-03-30). "Alcohol-Related Psychosis". eMedicine. WebMD. Hentet 27. september 2006.
45. ↑  Sagud M, Mihaljević-Peles A, Mück-Seler D;  et al. (september 2009). "Smoking and schizophrenia" (PDF). Psychiatr Danub. 21 (3): 371-5. PMID 19794359. {{cite journal}}: Eksplicit brug af et al. i: |author= (hjælp)CS1-vedligeholdelse: Flere navne: authors list (link)
46. 1 2  Gregg L, Barrowclough C, Haddock G (2007). "Reasons for increased substance use in psychosis". Clin Psychol Rev. 27 (4): 494-510. doi:10.1016/j.cpr.2006.09.004. PMID 17240501.{{cite journal}}:  CS1-vedligeholdelse: Flere navne: authors list (link)
47. ↑  Large M, Sharma S, Compton MT, Slade T, Nielssen O (juni 2011). "Cannabis use and earlier onset of psychosis: a systematic meta-analysis". Arch. Gen. Psychiatry. 68 (6): 555-61. doi:10.1001/archgenpsychiatry.2011.5. PMID 21300939.{{cite journal}}:  CS1-vedligeholdelse: Flere navne: authors list (link)
48. ↑  Leweke FM, Koethe D (juni 2008). "Cannabis and psychiatric disorders: it is not only addiction". Addict Biol. 13 (2): 264-75. doi:10.1111/j.1369-1600.2008.00106.x. PMID 18482435.
49. ↑  Alcohol-Related Psychosis på eMedicine
50. ↑  Moore THM, Zammit S, Lingford-Hughes A;  et al. (2007). "Cannabis use and risk of psychotic or affective mental health outcomes: a systematic review". Lancet. 370 (9584): 319-328. doi:10.1016/S0140-6736(07)61162-3. PMID 17662880. {{cite journal}}: Eksplicit brug af et al. i: |author= (hjælp)CS1-vedligeholdelse: Flere navne: authors list (link)
51. ↑  Marijuana Compound Treats Schizophrenia with Few Side Effects: Clinical Trial | TIME.com
52. ↑  Sewell RA, Ranganathan M, D'Souza DC (april 2009). "Cannabinoids and psychosis". International review of psychiatry (Abingdon, England). 21 (2): 152-62. doi:10.1080/09540260902782802. PMID 19367509.{{cite journal}}:  CS1-vedligeholdelse: Flere navne: authors list (link)
53. ↑  McLaren JA, Silins E, Hutchinson D, Mattick RP, Hall W (januar 2010). "Assessing evidence for a causal link between cannabis and psychosis: a review of cohort studies". Int. J. Drug Policy. 21 (1): 10-9. doi:10.1016/j.drugpo.2009.09.001. PMID 19783132.{{cite journal}}:  CS1-vedligeholdelse: Flere navne: authors list (link)
54. ↑  Ben Amar M, Potvin S (juni 2007). "Cannabis and psychosis: what is the link?". Journal of Psychoactive Drugs. 39 (2): 131-42. doi:10.1080/02791072.2007.10399871. PMID 17703707.
55. ↑  Harvard: Marijuana Doesn’t Cause Schizophrenia | Psych Central News
56. ↑  Herpes in Pregnancy Linked To Schizophrenia in Offspring — Psychiatric News
57. ↑  Maternal infections and subsequent psychosis among... [Arch Gen Psychiatry. 2001] – PubMed result
58. ↑  E. S. Susser, S. P. Lin, "Schizophrenia after prenatal exposure to the Dutch Hunger Winter of 1944-1945", Archives of General Psychiatry, 2004. Engelsk-sproget videnskabelig artikel om skizofreni og sultkatastrofen i Holland.
59. ↑  EID V3 N2: Borna Disease
60. ↑  Retroviral RNA identified in the cerebrospinal fluids and brains of individuals with schizophrenia — PNAS
61. ↑  M. Berdoy, J. P. Webster, D. W. MacDonald, "Fatal attraction in rats infected with Toxoplasma gondii (Webside ikke længere tilgængelig)," Proc. Biol. Sci., 267(1452):1561-1594, 200 August.
62. ↑  H. L. Wang og andre "Prevalence of Toxoplasma infection in first-episode schizophrenia and comparison between Toxoplasma-seropositive and Toxoplasma-seronegative schizophrenia," Acta Psychiatrica Scandinavica, 114(1):40-48, 2006 July.
63. ↑  Gitte Meyer, Hjernen og eftertanken. Viden og kunnen, vilje og valg, Hjerneåret 1997, ISBN 87-7717-130-6.
64. ↑  Rosenberg s. 248
65. 1 2  Rosenberg s. 242
66. ↑  Broome MR, Woolley JB, Tabraham P;  et al. (november 2005). "What causes the onset of psychosis?". Schizophr. Res. 79 (1): 23-34. doi:10.1016/j.schres.2005.02.007. PMID 16198238. {{cite journal}}: Eksplicit brug af et al. i: |author= (hjælp)CS1-vedligeholdelse: Flere navne: authors list (link)
67. ↑  Bentall RP, Fernyhough C, Morrison AP, Lewis S, Corcoran R (2007). "Prospects for a cognitive-developmental account of psychotic experiences". Br J Clin Psychol. 46 (Pt 2): 155-73. doi:10.1348/014466506X123011. PMID 17524210.{{cite journal}}:  CS1-vedligeholdelse: Flere navne: authors list (link)
68. ↑  Kurtz MM (2005). "Neurocognitive impairment across the lifespan in schizophrenia: an update". Schizophrenia Research. 74 (1): 15-26. doi:10.1016/j.schres.2004.07.005. PMID 15694750.
69. ↑  Cohen AS, Docherty NM (2004). "Affective reactivity of speech and emotional experience in patients with schizophrenia". Schizophrenia Research. 69 (1): 7-14. doi:10.1016/S0920-9964(03)00069-0. PMID 15145465.
70. ↑  Horan WP, Blanchard JJ (2003). "Emotional responses to psychosocial stress in schizophrenia: the role of individual differences in affective traits and coping". Schizophrenia Research. 60 (2-3): 271-83. doi:10.1016/S0920-9964(02)00227-X. PMID 12591589.
71. ↑  Smith B, Fowler DG, Freeman D;  et al. (september 2006). "Emotion and psychosis: links between depression, self-esteem, negative schematic beliefs and delusions and hallucinations". Schizophr. Res. 86 (1-3): 181-8. doi:10.1016/j.schres.2006.06.018. PMID 16857346. {{cite journal}}: Eksplicit brug af et al. i: |author= (hjælp)CS1-vedligeholdelse: Flere navne: authors list (link)
72. ↑  Beck, AT (2004). "A Cognitive Model of Schizophrenia". Journal of Cognitive Psychotherapy. 18 (3): 281-88. doi:10.1891/jcop.18.3.281.65649.
73. ↑  Bell V, Halligan PW, Ellis HD (2006). "Explaining delusions: a cognitive perspective". Trends in Cognitive Science. 10 (5): 219-26. doi:10.1016/j.tics.2006.03.004. PMID 16600666.{{cite journal}}:  CS1-vedligeholdelse: Flere navne: authors list (link)
74. ↑  Freeman D, Garety PA, Kuipers E, Fowler D, Bebbington PE, Dunn G.  Acting on persecutory delusions: the importance of safety seeking. Behav Res Ther. januar 2007;45(1):89–99. doi:10.1016/j.brat.2006.01.014. PMID 16530161.
75. ↑  Kuipers E, Garety P, Fowler D, Freeman D, Dunn G, Bebbington P (oktober 2006). "Cognitive, emotional, and social processes in psychosis: refining cognitive behavioral therapy for persistent positive symptoms". Schizophr Bull. 32 Suppl 1: S24-31. doi:10.1093/schbul/sbl014. PMC 2632539. PMID 16885206.{{cite journal}}:  CS1-vedligeholdelse: Flere navne: authors list (link)
76. ↑  "Psykiatrifonden: Mere om Skizofreni – Udbredelse". Arkiveret fra originalen 12. marts 2012. Hentet 23. februar 2012.
77. ↑  produktresume.dk/docushare/dsweb/View/Collection-115
78. ↑  patienthaandbogen.dk/psyke/sygdomme/tardiv-dyskinesi-15875.html
79. ↑  en.wikipedia.org/wiki/Haloperidol
80. ↑  produktresume.dk/docushare/dsweb/View/Collection-10
81. ↑  xnet.dkma.dk/indlaegsseddel/leaflets/leaflets.faces
82. ↑  Netdoktor om Skizofreni
83. ↑  Sundhedsguiden om Skizofreni
84. ↑  "Psykiatrifonden: Mere om Skizofreni – Behandling og Prognose". Arkiveret fra originalen 11. januar 2012. Hentet 22. februar 2012.
85. ↑  "Befolkningsundersøgelsen 2014, EN AF OS". Arkiveret fra originalen 15. november 2018. Hentet 12. oktober 2015.
86. ↑  Povl Munk-Jørgensen, Gurli Perto, De farlige psykiatriske tal, side 100